# Василий Доростолски и Червенски
Василий Доростолски и Червенски (светско име Васил Михайлов; май 1847, Цариград - 24 януари 1927, Русе) е български духовник, митрополит Доростоло-Червенски от 1899 до 1927.

## Биография
Роден е през месец май 1847 година в Цариград, в семейство на потомствени българи. Учи в българско училище при черквата "Свeти Стефан" в османската столица, след което продължава образованието си в Белградската гимназия и в богословското училище на остров Халки. Приема монашество през 1872 година и служи като дякон при Иларион Макариополски. Отново продължава образованието си в Мюнхен, Лайпциг и Хайделберг. След завръщането си в България (1884) е протосингел на митрополит Григорий Доростолски и Червенски. След смъртта на последния е избран за доростоло-червенски митрополит, на която длъжност остава до края на живота си. Духовен наставник на княз Борис Търновски.